# Desa Margalaksana (administrativ by i Indonesien, lat -6,73, long 107,34)
Desa Margalaksana är en administrativ by i Indonesien.   Den ligger i provinsen Jawa Barat, i den västra delen av landet, 80 km sydost om huvudstaden Jakarta. Desa Margalaksana ligger vid sjön Waduk Cirata.